# Іванівці (Стрийський район)
Іва́нівці — село в Україні, у Стрийському районі Львівської області. Населення становить 425 осіб. Орган місцевого самоврядування — Жидачівська міська рада.

## Історія

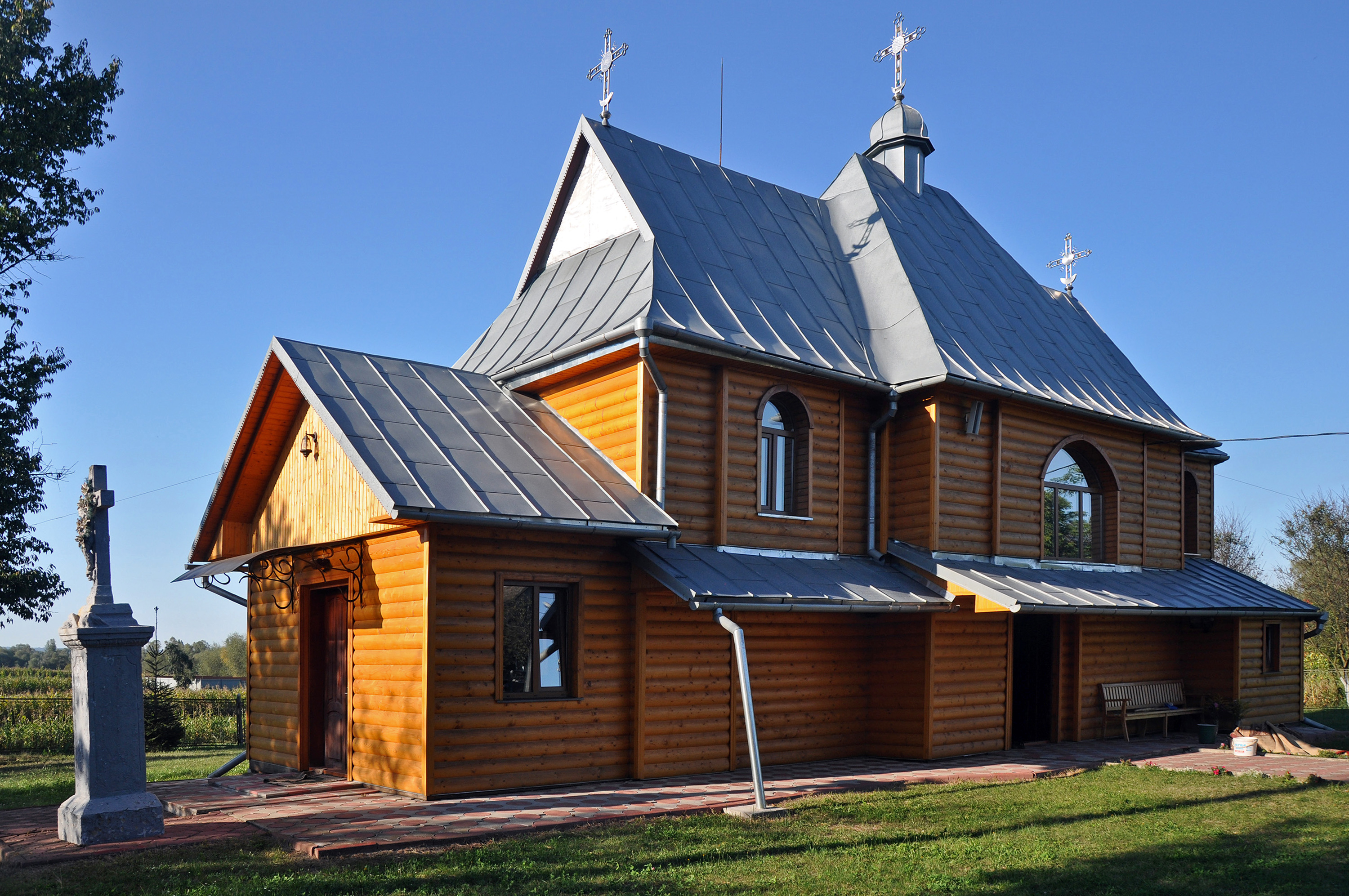
Церква Різдва Пресвятої Богородиці, пам'ятка

У податковому реєстрі 1515 року в селі документується 4 1/2 лану (близько 112 га) оброблюваної землі.

## Населення

### Мова
Розподіл населення за рідною мовою за даними перепису 2001 року:
| Мова       | Кількість | Відсоток |
| ---------- | --------- | -------- |
| українська | 423       | 99.53%   |
| російська  | 2         | 0.47%    |
| Усього     | 425       | 100%     |

## Політика

### Парламентські вибори, 2019
На позачергових парламентських виборах 2019 року у селі функціонувала окрема виборча дільниця № 460356, розташована у приміщенні народного дому.
Результати
- зареєстровано 300 виборців, явка 67,67%, найбільше голосів віддано за «Слугу народу» — 28,57%, за «Голос» — 19,21%, за Всеукраїнське об'єднання «Батьківщина» — 16,26%.[4] В одномандатному окрузі найбільше голосів отримав Андрій Кіт (самовисування) — 31,03%, за Володимира Наконечного (Слуга народу) — 17,24%, за Андрія Гергерта (Всеукраїнське об'єднання «Свобода») — 16,26%[5].

## Пам'ятки
У селі є дерев'яна церква Різдва св. Івана Хрестителя XVII ст.

## Відомі люди
- Левицький Венедикт (1783–1851) — український греко-католицький церковний діяч і педагог.
- Козак Мар'ян Іванович (1984—2015) — солдат Збройних сил України, учасник російсько-української війни.
- Кревецький Іван-Мар'ян Іванович (1883–1940) — український історик, бібліотекар і журналіст.
- Петрович Василь (1880–1914) — український актор і співак (тенор).